# Vallei en Veluwe

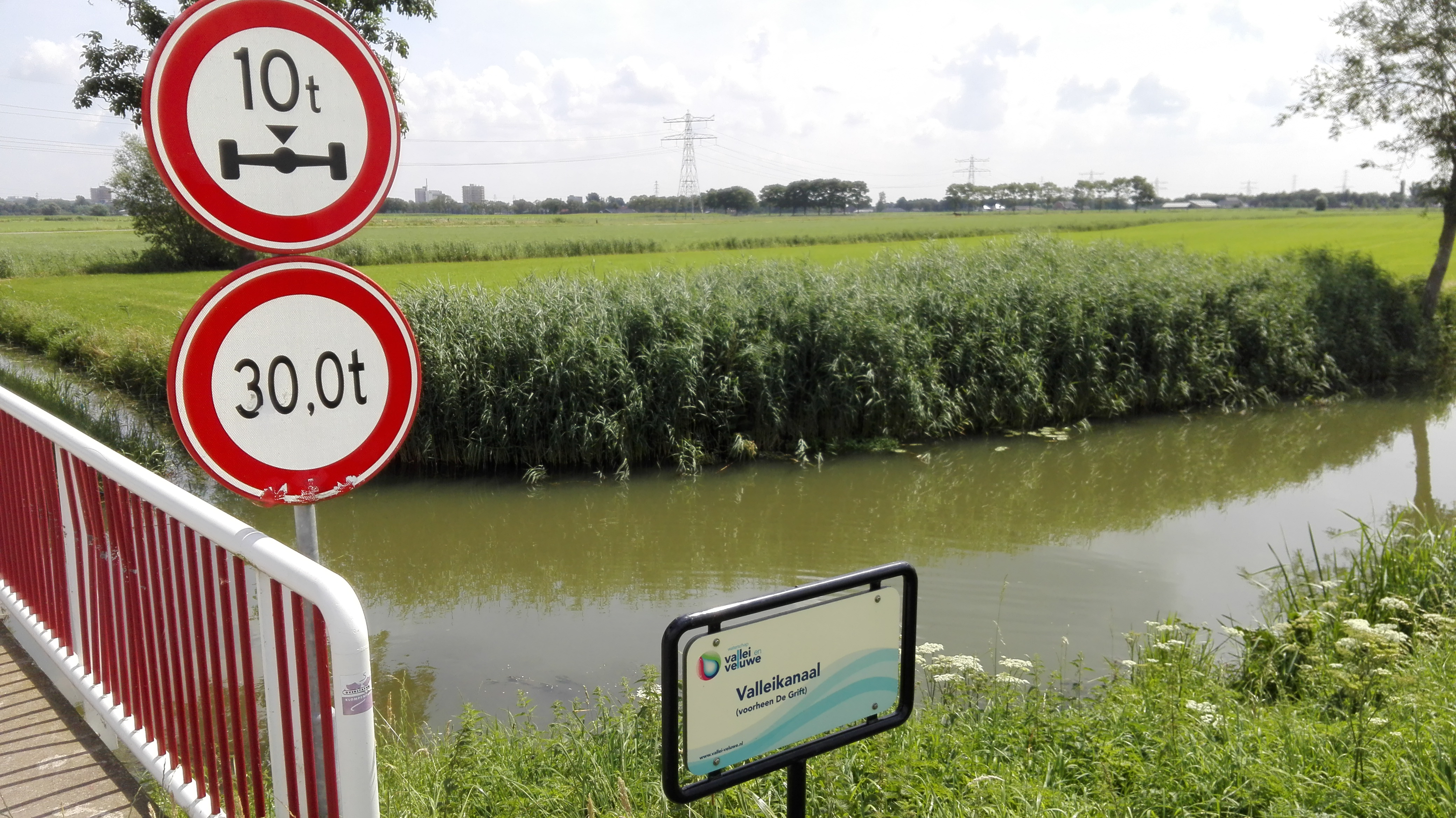
Bordje van het waterschap langs het Valleikanaal tussen Wageningen en Rhenen.

Vallei en Veluwe is een waterschap in de Nederlandse provincies Gelderland, Utrecht en twee gebieden van de  Overijsselse gemeente Olst-Wijhe op de linkeroever van de IJssel. Het ontstond op 1 januari 2013 uit een fusie tussen de waterschappen Vallei en Eem en het waterschap Veluwe.
Beide waterschappen maakten op 16 december 2010 bekend te fuseren. De ambtelijke organisaties gingen per 1 december 2012 samen. De bestuurlijke samenvoeging, en daarmee de officiële fusie, was op 1 januari 2013.
Het waterschap is verdeeld over 37 gemeenten. Het hoogste punt is de Torenberg in Hoog Soeren (103,33 meter) en het laagste punt ligt in de Noordeinde in de gemeente Oldebroek (-0,7 meter). Het waterschapshuis staat in Apeldoorn. Het algemeen bestuur van het waterschap telt 30 leden. Het dagelijks bestuur, het college van dijkgraaf en heemraden, telt naast de dijkgraaf zes leden. Van 1 maart 2013 tot december 2020 was Tanja Klip-Martin dijkgraaf.
Op 26 maart 2021 werd zij opgevolgd door Marijn Ornstein.

## Waterstromen
Belangrijke waterstromen in het waterschap zijn:
- Apeldoorns Kanaal
- Eem
- IJssel
- Nederrijn
- Valleikanaal
- Veluwerandmeren

## Rioolwaterzuiveringsinstallaties
Vallei en Veluwe telt 16 rioolwaterzuiveringsinstallaties in:
| - Amersfoort - Apeldoorn - Bennekom - Brummen - Ede - Elburg - Epe - Harderwijk | - Hattem - Heerde - Nijkerk - Renkum - Soest - Terwolde - Veenendaal - Woudenberg |

## Gemalen

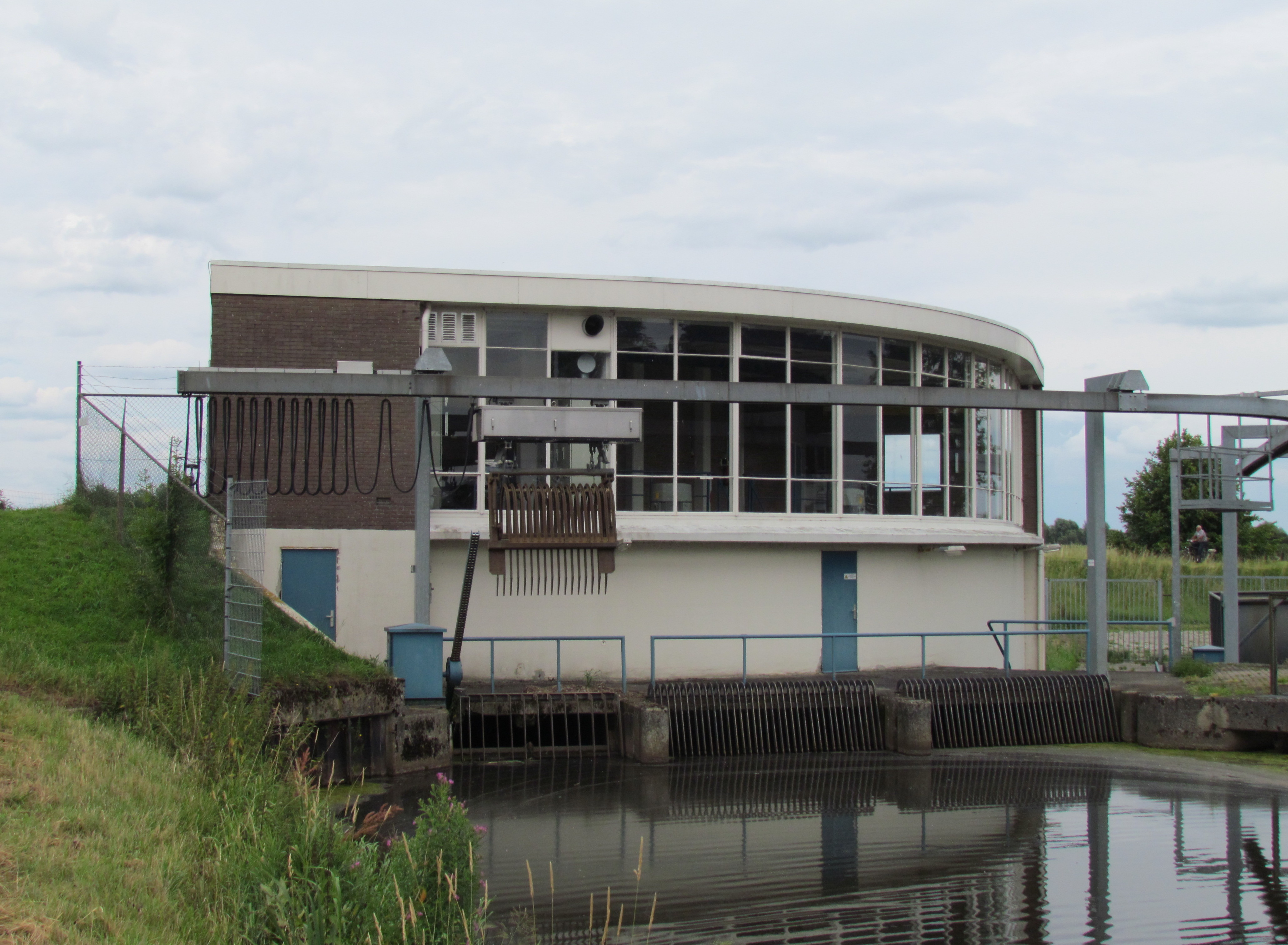
Gemaal Middelbeek, Voorst

In het waterschap liggen 22 gemalen:
| - De Wenden, Noordeinde - Antlia, Zalk - Hoenwaard, Hattem - Veluwe, Wapenveld - Mr. A.C. Baron van der Feltz, Terwolde - Bolwerk, Deventer - Middelbeek, Voorst - F.C. Colenbrander, Brummen - J.G.W.H. Baron van Sytzama, Leuvenheim - Dieren - Malesluis, Hoogland | - Kleine Melm, Soest - Grote Melm, Soest - Zeldert, Baarn - De Haar, Baarn - Tydeman, Eemnes - Gemaal Eemnes, Eemnes - Maatpolders, Eemnes - Westdijk, Bunschoten-Spakenburg - Veendijk, Bunschoten-Spakenburg - Gemaal en Stoomgemaal Arkemheen, Nijkerk - Puttergemaal, Putten |

## Archieven
De archieven van Waterschap Vallei en Eem en diens rechtsvoorgangers werden tot 2014 beheerd door het Archief Eemland te Amersfoort. Die van Waterschap Veluwe en diens rechtsvoorgangers werden tot 2014 beheerd door CODA in Apeldoorn. Eind 2014 zijn de archieven overgebracht naar het Gelders Archief in Arnhem en daar te raadplegen.